# Artëm Nijazov
Artëm Nailevič Nijazov (in russo Артём Наильевич Ниязов?; Surgut, 30 luglio 1996) è un giocatore di calcio a 5 russo.

## Carriera
Convocato nella Nazionale di calcio a 5 della Russia fin da giovanissimo, ha partecipato a due edizioni della Coppa del Mondo e ad altrettante del campionato europeo. A livello di club, ha vinto la Coppa UEFA 2015-16 con il Gazprom Jugra.

## Palmarès

### Competizioni nazionali
- Campionato russo: 2
KPRF Mosca: 2019-20, 2022-23
- Coppa della Russia: 2
Gazprom Jugra: 2015-16
Dina Mosca: 2016-17

### Competizioni internazionali
- Coppa UEFA: 1
Gazprom Jugra: 2015-16